# Calophyllum andersonii
Calophyllum andersonii är en tvåhjärtbladig växtart som beskrevs av P.F. Stevens. Calophyllum andersonii ingår i släktet Calophyllum och familjen Calophyllaceae. Inga underarter finns listade i Catalogue of Life.